# Vierde klasse (korfbal)
De vierde klasse is een competitie in het Belgische veldkorfbal, bestaande uit twee reeksen die regionaal ingedeeld zijn. De inrichtende macht is de Koninklijke Belgische Korfbalbond (KBKB), die reeds bestaat sinds 1921.

## Clubs
De clubs uit de vierde klasse A zijn:
- KC Vosko (Vosselaar)
- KC Omnisport Vorselaar (Vorselaar)
- Royal KC Retie (Retie)
- Lubko KC (Lubbeek)
- Boutersem KC (Boutersem)
- ASOC Ramsel KC (Ramsel)

De clubs uit de vierde klasse B zijn:
- Kon. Atlantis KC (Lebbeke)
- The Blue Ghosts
- Zele 03 The Victory (Zele)
- KC Sint-Gillis-Waas (Sint-Gillis-Waas)
- KC Fortunis Kalmthout (Kalmthout)
- KC Loenhout (Loenhout)
- KC Berkenrode (Hoboken)